# Associazione Internazionale dei Lavoratori
L'Associazione Internazionale dei Lavoratori (AIL), conosciuta anche come Prima Internazionale, era un'organizzazione internazionale avente lo scopo di creare un legame internazionale tra i diversi gruppi politici di sinistra (socialisti, anarchici, repubblicani mazziniani e marxisti) e tra le varie organizzazioni di lavoratori, in particolare operai. Per questo motivo viene anche conosciuta come Associazione Internazionale degli Operai o secondo altre traduzioni come Lega Internazionale dei Lavoratori. Nel 1889 anarchici e marxisti presero due strade definitivamente indipendenti durante la Seconda Internazionale.

## Storia
(Friedrich Engels, Karl Marx)
(Karl Marx, Indirizzo inaugurale dell'Associazione internazionale degli operai)

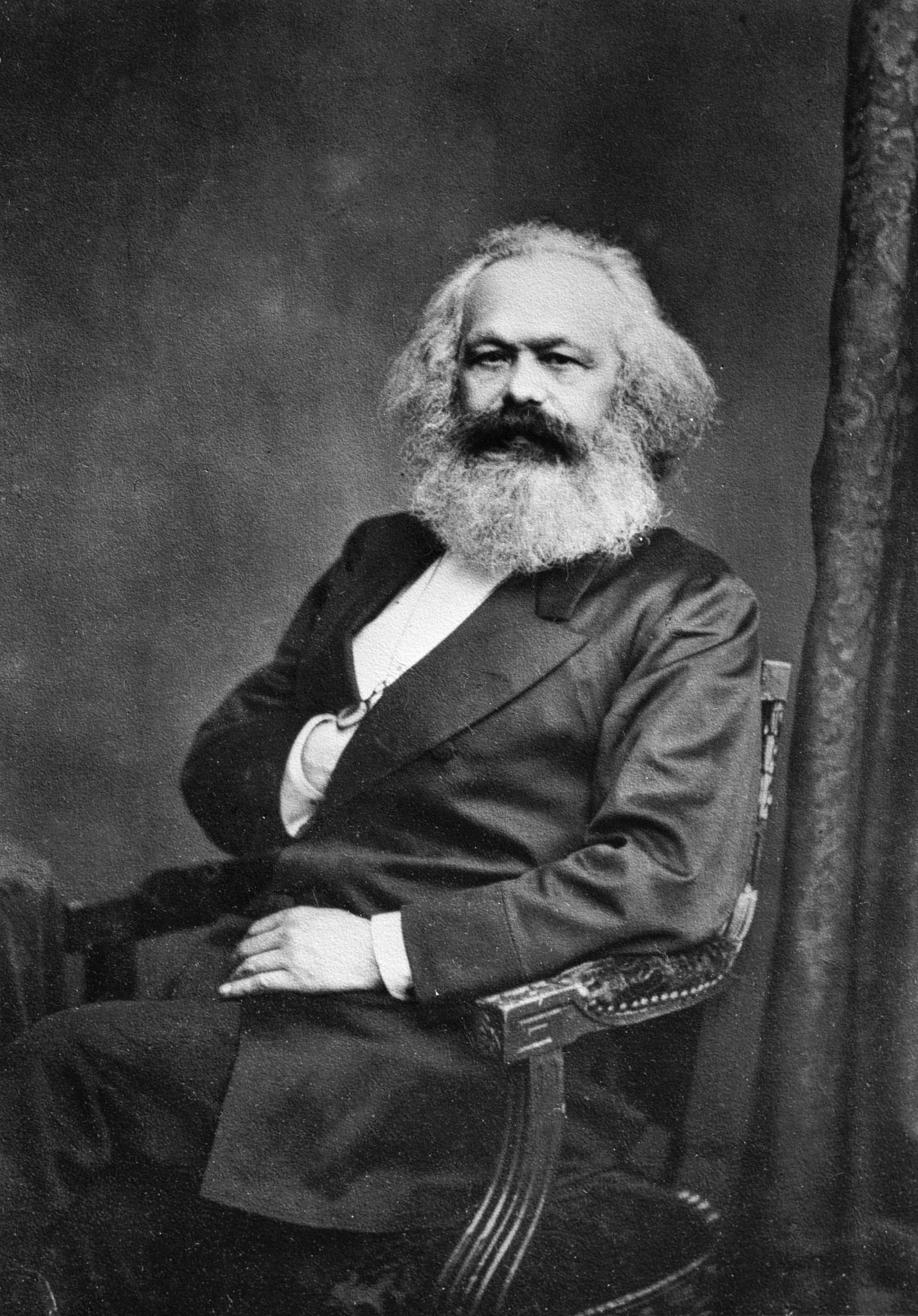
Karl Marx fu tra i fondatori della Prima Internazionale

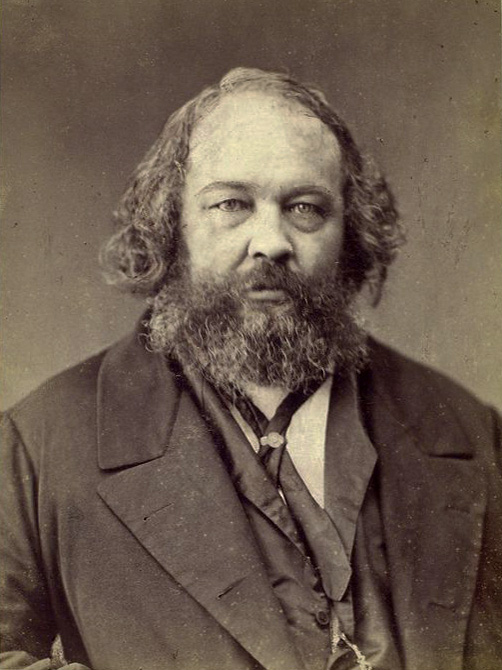
Michail Bakunin, il cui conflitto con Marx portò alla crisi e poi allo scioglimento della Prima Internazionale

Fu fondata nel 1864 in seguito all'incontro avvenuto due anni prima a Londra tra delegazioni operaie francesi e inglesi. L'esperienza rivoluzionaria del 1848–1849 aveva infatti dimostrato come i problemi dei diversi Paesi fossero strettamente legati tra loro. Inoltre veniva considerato necessario un organismo che coordinasse la lotta a livello internazionale così come la repressione veniva coordinata dalle alleanze tra stati. L'Internazionale si pose soprattutto degli obiettivi pratici da conseguire per migliorare la condizione dei lavoratori, tra questi si ricorda la limitazione della giornata lavorativa a otto ore. In un primo periodo la maggior parte dei membri era indirizzato al compromesso fra operai e industriali, ma con l'azione di pochi venne ad allargarsi l'ideale dello sciopero e proprio attraverso lo sciopero si rafforzarono i contatti con la massa del proletariato. Una volta permesse le riunioni pubbliche vi si sostennero le idee socialiste e molti membri acquistarono fama a Parigi proprio in questo modo. La condotta sempre più politica dell'internazionale scatenò la reazione del governo imperiale che indisse diversi processi e sia l'oppressione del governo sia dell'organo poliziesco non fecero che accrescere il prestigio dell'Internazionale presso la massa operaia.
Questa prima esperienza fu caratterizzata dalla convivenza di più correnti ideologiche. In origine l'organizzazione conteneva gruppi operai inglesi, anarchici, socialisti francesi e repubblicani italiani e vedeva al suo interno personaggi noti del tempo come Karl Marx, Michail Bakunin e molti altri. Si accese quindi un intenso dibattito che portò all'allontanamento dei mazziniani. Subito dopo emerse la discussione tra marxisti e anarchici (proudhoniani prima, Bakunin e seguaci poi). Entrambi rifiutavano lo Stato borghese, ma mentre i primi teorizzavano la conquista della società comunista attraverso le fasi della dittatura del proletariato, della proprietà collettiva dei mezzi di produzione che in ultimo avrebbe portato alla società senza classi, gli anarchici puntavano a un'azione diretta mirante alla disarticolazione e all'estinzione immediata dello Stato e di ogni tipo di istituzione, indipendentemente da chi ci fosse a reggerla.
Il confronto tra Marx e i proudhoniani (Proudhon era morto pochi anni prima) portò all'espulsione di questi ultimi dall'organizzazione. In seguito dispute tra Marx e Bakunin, l'esponente anarchico più rilevante nell'Internazionale, portarono a una rottura tra gli anarchici e i marxisti. Al Congresso dell'Aia (1872), dove si modificarono gli statuti della Prima Internazionale in confermazione delle decisioni prese alla Conferenza di Londra del 1871, vennero espulsi Bakunin e lo svizzero James Guillaume, segnando la rottura definitiva tra le due ali. Gli anarchici si considerarono sempre vittime di un'ingiustizia e con il sostegno delle federazioni della Spagna, dell'Italia, del Belgio e della Svizzera romanda decisero di continuare l'Internazionale, ripristinando i suoi statuti e organizzando un nuovo Congresso da tenersi a Saint-Imier (Svizzera). Questa Internazionale antiautoritaria ebbe altri quattro congressi fino al 1877. A questo punto nel 1872 l'esperienza internazionalista procedette suddivisa su due strade:
- L'Internazionale di Saint-Imier o internazionale antiautoritaria che spostò poco dopo la sede del Consiglio generale da l'Aia a Saint-Imier.
- L'Internazionale ortodossa marxista che si spostò poco dopo la sede del Consiglio generale da l'Aia a New York.

Durante la Prima Internazionale si consumò lo scontro fra il delegato italiano Adolfo Wolf inviato da Giuseppe Mazzini e i marxisti. 
I mazziniani, infatti, erano decisamente contrari alle teorie che si basavano sulla lotta di classe (pensavano di risolvere i problemi sociali attraverso la solidarietà nazionale), ma nello statuto provvisorio Marx aveva già inserito dei punti che qualificavano in senso classista l'organizzazione.
Mazzini, che aveva sostenuto indirettamente l'Internazionale per quasi sette anni, la abbandonò nel marzo 1871. Scatenò allora una velenosa polemica contro l'Internazionale, denunciandone lo sterile cosmopolitismo, il pericoloso settarismo, la tendenza a separare le questioni politiche da quelle sociali e soprattutto condannando l'ideologia della lotta di classe. Anche in seguito al ritiro dei mazziniani dall'Internazionale, Giuseppe Garibaldi continuò a sostenerla.
Il conflitto con gli anarchici, il fallimento dell'esperienza della Comune di Parigi, la crisi economica del 1873 e un'inadeguatezza organizzativa portò allo scioglimento della Prima Internazionale nel 1876.

## La Prima Internazionale in Italia
Nel 1872 si costituì in Italia la Federazione italiana dell'Associazione internazionale dei lavoratori di ispirazione bakuninista che operò fino alla fine del decennio, dissolvendosi successivamente a causa della repressione e dei dissidi tra anarchici e socialisti gradualisti.

## Dopo la Prima Internazionale
Nel 1889 a Parigi fu creata la Seconda Internazionale, nella quale parteciparono socialisti riformisti e rivoluzionari, marxisti e anarchici, con questi ultimi che fuoriuscirono definitivamente durante il quarto congresso nel 1896. La Seconda Internazionale rimase in vita fino al 1916, risorgendo nel 1921 in parte a impronta centrista con l'Unione dei Partiti Socialisti per l'Azione Internazionale o Internazionale 2½. Questa, unendosi nel maggio del 1923 con i residui partiti riformisti della ex Seconda Internazionale, diede a sua volta vita alla Internazionale operaia socialista, cioè all'internazionale socialista e socialdemocratica del periodo interbellico.
Nel 1922 durante un congresso a Berlino fu creata una nuova Associazione Internazionale dei Lavoratori formata da quei sindacati rivoluzionari e anarcosindacalisti che non accettavano di far parte dell'Internazionale sindacale rossa controllata dai bolscevichi. È tuttora in esistenza, noto con la forma spagnola del suo nome, ovvero Asociación Internacional de los Trabajadores.

## Congressi della Prima Internazionale
- 4 ottobre 1864: Congresso costitutivo a Londra durante un comizio di solidarietà con la Polonia oppressa. Il Congresso si tenne alla presenza delle delegazioni operaie inglese e francese e di invitati di altri Paesi, tra cui rifugiati politici in esilio nella capitale inglese (compreso Marx). Si era iniziato a parlare di Associazione Internazionale da un primissimo incontro a Londra tra operai inglesi e francesi durante l'Esposizione universale nel 1862, il tutto finanziato dal governo di Napoleone III. Nel 1863 ci fu un grande incontro da parte degli operai di Londra a favore della indipendenza della Polonia. In questa occasione vi furono invitati anche sei delegati parigini per poter dibattere della lotta contro il capitalismo. Fu eletto un Consiglio generale con sede a Londra il quale tenne tra il 1864 e il 1872 385 sedute.
- 1º novembre 1864: approvazione statuto provvisorio da parte del Consiglio generale.
- 25–27 settembre 1865: prima conferenza internazionale a Londra.
- 3–8 settembre 1866: I Congresso a Ginevra (assente Marx). Massiccia partecipazione di delegati francesi e svizzeri, oltre ai rappresentanti inglesi e tedeschi e i delegati del Consiglio generale. Si confrontano e scontrano le tendenze mutualiste e collettiviste. Importante è la risoluzione a favore della lotta per la limitazione della giornata lavorativa a otto ore che venne posto come uno degli obiettivi dell'AIL.
- 2–8 settembre 1867: II Congresso a Losanna (assente Marx). Delegati svizzeri, francesi, tedeschi, belgi, italiani e inglesi. Predominano ancora i proudhoniani. Temi discussi includono cooperazione, credito popolare e istruzione (indirettamente lo Stato).
- 6–13 settembre 1868: III Congresso a Bruxelles. Delegati belgi, inglesi, svizzeri, tedeschi, francesi, un italiano e uno spagnolo (assente Marx). Fu discussa e approvata la tesi sulla socializzazione dei mezzi di produzione proposta da Marx. Debellati i proudhoniani, prevale la linea classista.
- 5 settembre 1869: IV Congresso a Basilea. Delegati per la maggioranza francesi e svizzeri; poi belgi, tedeschi, e spagnoli; Bakunin e Caporusso per l'Italia (assente Marx); sei membri del Consiglio generale. I mutualisti ripropongono i punti sulla socializzazione della terra, abolizione del diritto di eredità, centralizzazione e aumento dei poteri del Consiglio generale, già discussi e decisi al congresso di Bruxelles. L'assemblea riconferma le risoluzioni già adottate e i mutualisti devono uscire dall'A.I.L.
- 1870: il Congresso che si sarebbe dovuto tenere a Magonza, non si tenne per lo scoppio della guerra franco-prussiana.
- 18 marzo 1871: fondazione della Comune di Parigi.
- 17–23 settembre 1871: seconda Conferenza internazionale a Londra (Marx e Engels partecipano).
- 2–7 settembre 1872: V Congresso (ultimo) all'Aja (Marx e Engels partecipano). Il Consiglio generale si trasferisce a New York (fino all'estate del 1874) sotto la direzione di Friedrich Adolph Sorge.
- 7–13 settembre 1873: VI Congresso a Ginevra. Fallito per l'assenza di delegati statunitensi, francesi, inglesi, tedeschi, italiani, spagnoli, portoghesi, austriaci e ungheresi. Ci furono quasi esclusivamente svizzeri.
- 15 luglio 1876: alla conferenza di Filadelfia viene dichiarato ufficialmente lo scioglimento dell'AIL.

## Congressi della Prima Internazionale antiautoritaria
- 15–16 settembre 1872: V Congresso a Saint-Imier.
- 27 settembre 1873: VI Congresso a Neuchâtel con l'abolizione del Consiglio generale e riaffermazione dell'autonomia delle federazioni.
- 7–12 settembre 1874: VII Congresso a Bruxelles.
- 26 –29 ottobre 1876: VIII Congresso a Berna.
- 6–8 settembre 1877: IX Congresso a Verviers.